# 四溴化钛
四溴化钛的化学式是TiBr4，其性质介于四碘化钛和四氯化钛之间。这类4价钛的四配物有些关键的通性，如路易士酸性较高，且易溶于非极性有机溶剂。TiBr4为抗磁性物质，中心原子的外层电子组态为d0。

## 制备
四溴化钛可以由四氯化钛和溴化氢反应而成。
{\displaystyle \mathrm {TiCl_{4}+4\ HBr\longrightarrow TiBr_{4}+4\ HCl} }
四溴化钛也可以由以下反应产生：
{\displaystyle \mathrm {Ti+2\ Br_{2}\longrightarrow TiBr_{4}} }
{\displaystyle \mathrm {TiO_{2}+2\ C+2\ Br_{2}\longrightarrow TiBr_{4}+2\ CO} }
{\displaystyle \mathrm {3\ TiCl_{4}+4\ BBr_{3}\longrightarrow 3\ TiBr_{4}+4\ BCl_{3}} }
非常纯的四溴化钛可以由二溴化铅和钛反应而成。
{\displaystyle \mathrm {2\ PbBr_{2}+Ti\longrightarrow 2\ Pb+TiBr_{4}} }

## 性质
四溴化钛是一种琥珀黄色晶体。它极易潮解，会水解成二氧化钛和氢溴酸。刚结晶的四溴化钛是四碘化锡结构的，空间群 Pa3 (No. 205)，晶格参数 a = 1130.0 pm。放置很久的四溴化钛会转变成四溴化锡结构，空间群 P21/c (No. 14)，晶格参数 a = 1017 pm、b = 709 pm、c = 1041 pm 和β = 101.97°。

## 反应
四溴化钛会形成加合物，如 TiBr4(THF)2 和 [TiBr5]−。 它和2-甲基吡啶 (2-Mepy)配合，形成五配位的 TiBr4(2-MePy)。这种分子是三角双锥构型的，吡啶环在水平方向。
TiBr4在有机合成中可用作路易斯酸催化剂。
四溴化钛和四氯化钛混合，会形成各种通式 TiBr4−xClx (x = 0-4)的化合物。它的机理不明。